# Gijsbert Weijer Jan Bruins
Gijsbert Weijer Jan Bruins (Zutphen, 6 september 1883 – Washington, 22 maart 1948) was een Nederlands econoom, hoogleraar en de eerste rector magnificus van de Nederlandse Handel Hogeschool in Rotterdam, nu Erasmus Universiteit Rotterdam, van 1913 tot 1918.
In 1924 nam Bruins afscheid van de academische wereld en verbracht de rest van zijn carrière in het bankwezen in Nederland, Duitsland en uiteindelijk in de Verenigde Staten bij het Internationaal Monetair Fonds.

## Levensloop

### Jeugd, opleiding en eerste carrièrestappen
Bruins werd geboren in Zutphen als zoon van Dirk Bruins, rector van het plaatselijk gymnasium, en Evadina (ten Cate Fennema) Bruins. Na het gymnasium studeerde hij rechten aan de Universiteit Leiden. In 1906 promoveerde hij in de rechtswetenschap onder Alibert Cornelis Visser van IJzendoorn met het proefschrift Een onderzoek naar den rechtsgrond der schadevergoeding, en in 1908 promoveerde hij ook in de staatswetenschap onder Hugo Krabbe.
In 1906 begon Bruins bij de ambtelijke organisatie van de provincie Zuid-Holland. In 1913 werd hij benoemd tot hoogleraar economie, munt-, krediet- en bankwezen, handels- en verkeerspolitiek aan de nieuw opgerichte Nederlandsche Handels-Hoogeschool in Rotterdam. Hier werd hij tevens de eerste rector magnificus.

### Verdere carrière
In 1924 nam Bruins afscheid van de Nederlandse Handel Hogeschool, waar zijn leerstoel in handen kwam aan G.M. Verrijn Stuart. Bruins werd aangesteld bij de Deutsche Reichsbank in het kader van de Duitse herstelbetalingen na de Eerste Wereldoorlog. In 1926 werd hij ook commissaris bij De Nederlandsche Bank. 
Na meerdere functies in het Duitse bankwezen, werd hij in 1946 aangesteld als bewindvoerder voor Nederland bij het Internationaal Monetair Fonds in de Verenigde Staten, waar hij in 1948 overleed.

## Publicaties
- Bruins, G.W.J., Een onderzoek naar den rechtsgrond der schadevergoeding. Diss. Leiden, 's-Gravenhage 1906.